# Amado Nervo
Amado Nervo (Juan Crisóstomo Ruiz De Nervo) (ur. 27 sierpnia 1870 w Tepic, zm. 24 maja 1919 w Montevideo) – meksykański poeta i dyplomata.

## Życiorys
Kształcił się w seminarium duchownym, które opuścił w 1888, następnie pracował w redakcji gazety w Mazatlán, w 1894 przeniósł się do stolicy Meksyku, gdzie w 1895 napisał swoją pierwszą powieść, El bachiller. W 1898 wydał swój pierwszy zbiór poezji, Perlas negras (Czarne perły) oraz został współzałożycielem pisma Revista moderna, które wkrótce potem stało się jednym z najbardziej wpływowych pism modernistycznych. W latach 1905-1918 był sekretarzem meksykańskiego poselstwa w Madrycie; w tym okresie napisał większość swoich poematów, esejów i opowiadań. Był jednym z głównych przedstawicieli hispanoamerykańskiego modernizmu. Tworzył zbiory liryków wyrażających mistyczny niepokój wobec tajemnicy życia i śmierci (Místicas 1898, Serenidad 1914), jest również autorem zbioru kronik z podróży, opowiadań i powieści. Zbiór Serenidad odzwierciedla jego osiągnięcie wewnętrznego spokoju, do którego dążył w ciągu życia, a dostąpił go w pewnej mierze przez studiowanie buddyjskiej filozofii. Po powrocie do Meksyku w 1918 został wysłany z misją dyplomatyczną do Argentyny i Urugwaju; rok później zmarł w Montevideo.